# 1923년 전국체육대회 야구

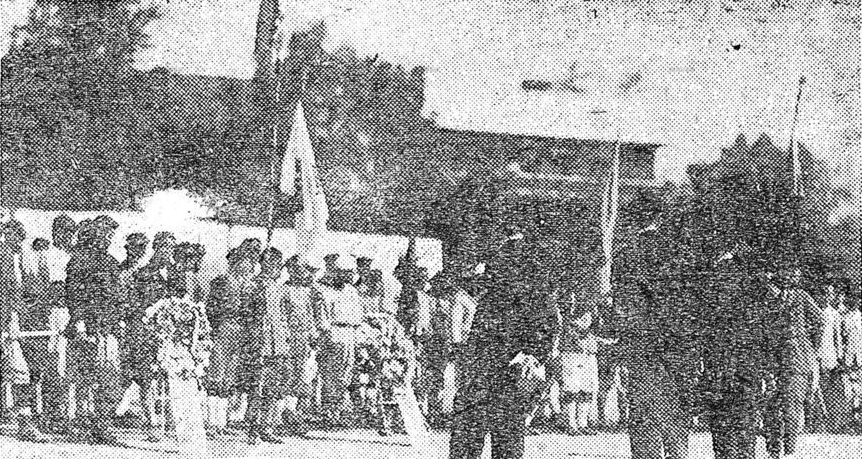
대회 개막식 모습

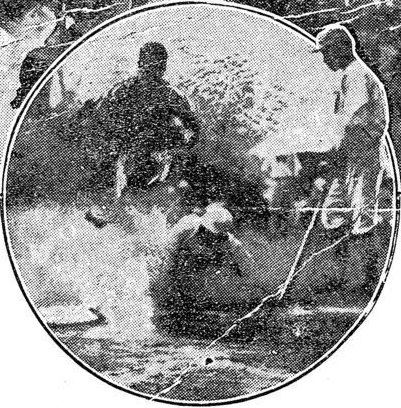
대회 2일차 경기 모습

1923년 전국체육대회 야구는 일제강점기 조선 경성부에서 개최된 1923년 전국체육대회의 경기 종목이다. '제4회 전조선야구대회'로 개최되었으며 1923년 5월 17일부터 5월 19일까지 배재고등보통학교 운동장에서 개최되었다.

## 대회 진행
제4회 전조선야구대회는 1923년 5월 17일부터 사흘간 일제강점기 조선 경성부에 있는 배재고등보통학교 운동장에서 개최되었다. 중학부 종목에는 배재고등보통학교, 오산학교, 중앙고등보통학교, 청년학관, 휘문고등보통학교 등 5개 선수단이 참가했고, 청년부 종목에는 경성의학전문, 대구청년회, 배재청년단, 서울구락부, 세브란스연합의학전문학교, 중앙체육단 등 6개 선수단이 참가했다. 중학부 종목에서 휘문고등보통학교가 결승에서 오산학교를 이기며 우승을 차지했고 청년부 종목에서는 중앙체육단이 결승에서 대구청년회를 17:11로 이기며 우승을 차지했다.
한편 청년부 종목의 중앙체육단과 배재청년단의 경기에서 3회 말 17:4로 앞서가던 중앙체육단의 공격 상황에서 배재 측 응원단이 중앙체육단의 선수의 언동을 문제삼아 소란을 피우는 일이 발생했다. 이에 당시 경기 주심이었던 윤치영 심판은 중앙체육단의 주장 박석윤과 배재청년단의 감독 마춘식에게 퇴장 명령을 내렸지만, 양 선수단이 모두 심판의 퇴장 조치에 불복하고 경기장 내 소란 상황이 계속되었다. 소란이 계속되는 상황에서 당시 심판은 배재 측 응원단의 소란이 더 심하다고 판단하고 배재 측 응원단에게 전원 퇴장 명령을 내리자, 이에 불복하여 배재청년단 측은 경기를 기권하는 상황이 발생했다.

## 경기장
| 경기장                  | 도시 | 좌석 | 수용 | 부문   | 세부 종목 | 비고 |
| ----------------------- | ---- | ---- | ---- | ------ | --------- | ---- |
| 배재고등보통학교 운동장 | 경성 |      |      | 전부문 | 남자      |      |

## 야구단
| 부문        | 야구단                                 | 도시 | 첫 참가 | 횟수 | 비고 |
| ----------- | -------------------------------------- | ---- | ------- | ---- | ---- |
| 청년부 남자 | 경성의학전문학교 야구단 (경기)         | 경성 | 1923    | 1    |      |
| 청년부 남자 | 대구청년회 야구단 (경북)               | 대구 | 1921    | 3    |      |
| 청년부 남자 | 배재청년운동부 야구단 (경기)           | 경성 | 1920    | 3    |      |
| 청년부 남자 | 서울청년회 야구단 (경기)               | 경성 | 1921    | 2    |      |
| 청년부 남자 | 세브란스연합의학전문학교 야구단 (경기) | 경성 | 1923    | 1    |      |
| 청년부 남자 | 중앙체육단 야구단 (경기)               | 경성 | 1923    | 1    |      |
|             |                                        |      |         |      |      |
| 중학부 남자 | 배재고등보통학교 야구단 (경기)         | 경성 | 1920    | 3    |      |
| 중학부 남자 | 오산학교 야구단 (평북)                 | 정주 | 1921    | 3    |      |
| 중학부 남자 | 중앙고등보통학교 야구단 (경기)         | 경성 | 1920    | 4    |      |
| 중학부 남자 | 황성기독교청년회학관 야구단 (경기)     | 경성 | 1923    | 1    |      |
| 중학부 남자 | 휘문고등보통학교 야구단 (경기)         | 경성 | 1920    | 4    |      |

## 경기 일정
| 1923년    | 1923년    | 5월  | 5월  | 5월  |
| 1923년    | 1923년    | 17일 | 18일 | 19일 |
| --------- | --------- | ---- | ---- | ---- |
| 청년부    | 남자      |      |      |      |
| 중학부    | 남자      |      |      |      |
| 일일 합계 | 일일 합계 | 0    | 0    | 2    |
| 누적 합계 | 누적 합계 | 0    | 0    | 2    |

## 경기 결과

### 청년부
|  | 1라운드                                | 1라운드                  |                                |    | 준결승 | 준결승 |  |  | 결승 | 결승 |
|  |                                        |                          |                                |    |        |        |  |  |      |      |
|  | 5월 17일 - 경성                        |                          |                                |    |        |        |  |  |      |      |
|  |                                        |                          |                                |    |        |        |  |  |      |      |
|  | 중앙체육단 야구단 (경기)               | 14                       |                                |    |        |        |  |  |      |      |
|  | 중앙체육단 야구단 (경기)               | 14                       | 5월 17일 - 경성                |    |        |        |  |  |      |      |
|  | 세브란스연합의학전문학교 야구단 (경기) | 1                        |                                |    |        |        |  |  |      |      |
|  | 세브란스연합의학전문학교 야구단 (경기) | 1                        | 중앙체육단 야구단 (경기)       | 17 |        |        |  |  |      |      |
|  |                                        |                          | 중앙체육단 야구단 (경기)       | 17 |        |        |  |  |      |      |
|  |                                        |                          | 배재청년운동부 야구단 (경기)   | 4  |        |        |  |  |      |      |
|  |                                        |                          | 배재청년운동부 야구단 (경기)   | 4  |        |        |  |  |      |      |
|  |                                        |                          | 5월 19일 - 경성                |    |        |        |  |  |      |      |
|  |                                        |                          |                                |    |        |        |  |  |      |      |
|  | 중앙체육단 야구단 (경기)               | 17                       |                                |    |        |        |  |  |      |      |
|  | 중앙체육단 야구단 (경기)               | 17                       | 5월 17일 - 경성                |    |        |        |  |  |      |      |
|  |                                        | 대구청년회 야구단 (경북) | 11                             |    |        |        |  |  |      |      |
|  | 대구청년회 야구단 (경북)               | 대구청년회 야구단 (경북) | 11                             | 16 |        |        |  |  |      |      |
|  | 대구청년회 야구단 (경북)               | 5월 17일 - 경성          |                                | 16 |        |        |  |  |      |      |
|  | 서울청년회 야구단 (경기)               | 2                        |                                |    |        |        |  |  |      |      |
|  | 서울청년회 야구단 (경기)               | 2                        | 대구청년회 야구단 (경북)       | 17 |        |        |  |  |      |      |
|  |                                        |                          | 대구청년회 야구단 (경북)       | 17 |        |        |  |  |      |      |
|  |                                        |                          | 경성의학전문학교 야구단 (경기) | 2  |        |        |  |  |      |      |
|  |                                        |                          | 경성의학전문학교 야구단 (경기) | 2  |        |        |  |  |      |      |
|  |                                        |                          |                                |    |        |        |  |  |      |      |
|  |                                        |                          |                                |    |        |        |  |  |      |      |
|  |                                        |                          |                                |    |        |        |  |  |      |      |

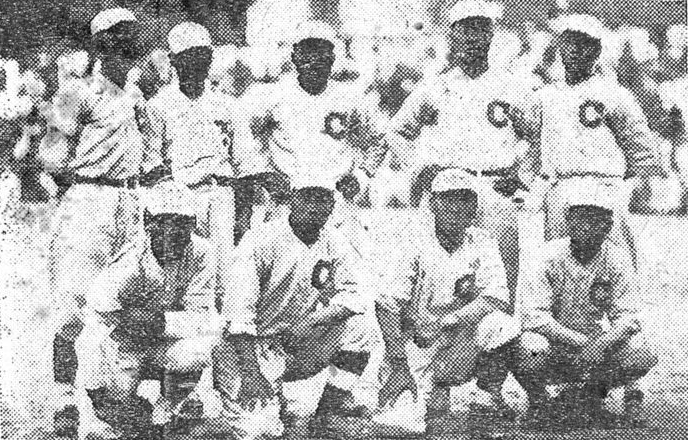
청년부에서 우승한 중앙체육단 야구단

청년부 남자 종목에서는 경성의학전문학교 야구단, 대구청년회 야구단, 배재청년운동부 야구단, 서울청년회 야구단, 세브란스연합의학전문학교 야구단, 중앙체육단 야구단 등 6개 야구단이 참가했다.
1923년 5월 17일 9시 50분에 시작된 대구청년회 야구단과 서울청년회 야구단 간의 1라운드 첫 번째 경기는 16:2로 대구청년회 야구단이 승리하며 준결승에 진출했고, 12시 5분에 시작된 중앙체육단 야구단과 세브란스연합의학전문학교 야구단 간의 1라운드 두 번째 경기는 중앙체육단 야구단이 14:1로 승리하며 준결승에 진출했다.
같은 날 14시부터 진행된 대구청년회 야구단과 경성의학전문학교 야구단 간의 준결승 첫 번째 경기는 17:2로 대구청년회 야구단이 이기며 결승에 진출했다. 중앙체육단 야구단과 배재청년운동부 야구단 간의 준결승 두번째 경기는 3회 말에 분란이 발생하여 배재청년운동부 야구단이 기권하며 중앙체육단 야구단이 결승에 진출했다. 2회 말에 17:4로 점수차가 벌어진 후 3회 말 중앙체육단 야구단의 공격 상황에 배재청년운동부 야구단 측 응원단과 중앙체육단 야구단 선수 간의 소란이 발생하자 양 선수단 간에도 분란이 발생하여, 해당 경기를 관장하던 윤치영 주심은 배재청년운동부 야구단의 감독 마춘식과 중앙체육단 야구단의 주장 박석윤에 대하여 퇴장 명령을 내렸다. 그러나 양 선수단 모두 불복하고 항의가 이어졌고 경기가 일시 중단되고 장내 소란이 이어지는 상황에서 윤치영 주심은 배재청년운동부 야구단 측 응원단 전체에 대하여 퇴장 명령을 내렸다. 이에 대해 배재청년운동부 야구단 측은 부당한 조치라며 경기를 기권했다.
1923년 5월 19일 11시 30분에 시작된 중앙체육단 야구단과 대구청년회 야구단 간의 결승 경기는 중앙체육단 야구단이 17:11로 승리하며 우승을 차지했다.

### 중학부
|  | 1라운드                            | 1라운드                        |                                |     | 준결승 | 준결승 |  |  | 결승 | 결승 |
|  |                                    |                                |                                |     |        |        |  |  |      |      |
|  |                                    |                                |                                |     |        |        |  |  |      |      |
|  |                                    |                                |                                |     |        |        |  |  |      |      |
|  |                                    |                                |                                |     |        |        |  |  |      |      |
|  | 5월 18일 - 경성                    |                                |                                |     |        |        |  |  |      |      |
|  |                                    |                                |                                |     |        |        |  |  |      |      |
|  | 중앙고등보통학교 야구단 (경기)     | 11                             |                                |     |        |        |  |  |      |      |
|  | 중앙고등보통학교 야구단 (경기)     | 11                             |                                |     |        |        |  |  |      |      |
|  |                                    |                                | 오산학교 야구단 (평북)         | 22A |        |        |  |  |      |      |
|  |                                    |                                | 오산학교 야구단 (평북)         | 22A |        |        |  |  |      |      |
|  |                                    |                                | 5월 19일 - 경성                |     |        |        |  |  |      |      |
|  |                                    |                                |                                |     |        |        |  |  |      |      |
|  | 오산학교 야구단 (평북)             | 3                              |                                |     |        |        |  |  |      |      |
|  | 오산학교 야구단 (평북)             | 3                              |                                |     |        |        |  |  |      |      |
|  |                                    | 휘문고등보통학교 야구단 (경기) | 14A                            |     |        |        |  |  |      |      |
|  |                                    | 휘문고등보통학교 야구단 (경기) | 14A                            |     |        |        |  |  |      |      |
|  | 5월 18일 - 경성                    |                                |                                |     |        |        |  |  |      |      |
|  |                                    |                                |                                |     |        |        |  |  |      |      |
|  | 황성기독교청년회학관 야구단 (경기) | 0                              |                                |     |        |        |  |  |      |      |
|  | 황성기독교청년회학관 야구단 (경기) | 0                              | 5월 18일 - 경성                |     |        |        |  |  |      |      |
|  |                                    |                                | 휘문고등보통학교 야구단 (경기) | 16A |        |        |  |  |      |      |
|  | 휘문고등보통학교 야구단 (경기)     | 4                              | 휘문고등보통학교 야구단 (경기) | 16A |        |        |  |  |      |      |
|  | 휘문고등보통학교 야구단 (경기)     | 4                              |                                |     |        |        |  |  |      |      |
|  | 배재고등보통학교 야구단 (경기)     | 0                              |                                |     |        |        |  |  |      |      |
|  | 배재고등보통학교 야구단 (경기)     | 0                              |                                |     |        |        |  |  |      |      |

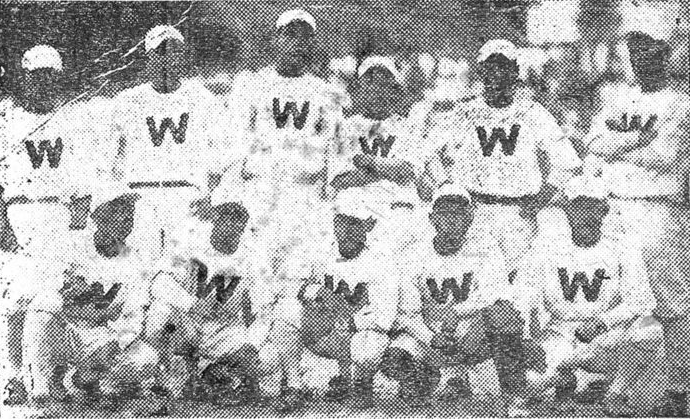
중학부에서 우승한 휘문고등보통학교 야구단

중학부 남자 종목에서는 배재고등보통학교 야구단, 오산학교 야구단, 중앙고등보통학교 야구단, 황성기독교청년회학관 야구단, 휘문고등보통학교 야구단 등 5개 야구단이 참가했다.
1923년 5월 18일 11시에 시작된 휘문고등보통학교 야구단과 배재고등보통학교 야구단 간의 1라운드 경기는 휘문고등보통학교 야구단이 4:0으로 이기며 준결승에 진출했다.
1923년 5월 18일 15시에 시작된 중앙고등보통학교 야구단과 오산학교 야구단 간의 준결승 첫 번째 경기는 오산학교 야구단이 22:11로 이기며 결승에 진출했고, 이어서 진행된 황성기독교청년회학관 야구단과 휘문고등보통학교 야구단 간의 준결승 두 번째 경기는 휘문고등보통학교 야구단이 16:0으로 이기며 결승에 진출했다.
1923년 5월 19일 16시 5분에 시작된 오산학교 야구단과 휘문고등보통학교 야구단 간의 결승 경기는 휘문고등보통학교 야구단이 14A:3으로 이기며 우승을 차지했다.

## 메달 집계

### 최종 순위
| 순위 | 선수단   | 금메달 | 은메달 | 동메달 | 메달 합계 |
| ---- | -------- | ------ | ------ | ------ | --------- |
| 1    | 경기도   | 2      | 0      | 4      | 6         |
| 2    | 경상북도 | 0      | 1      | 0      | 1         |
| 2    | 평안북도 | 0      | 1      | 0      | 1         |
| 합계 | 합계     | 2      | 2      | 4      | 8         |

### 청년부 메달 집계
| 순위 | 선수단   | 금메달 | 은메달 | 동메달 | 메달 합계 |
| ---- | -------- | ------ | ------ | ------ | --------- |
| 1    | 경기도   | 1      | 0      | 2      | 3         |
| 2    | 경상북도 | 0      | 1      | 0      | 1         |
| 합계 | 합계     | 1      | 1      | 2      | 4         |

### 중학부 메달 집계
| 순위 | 선수단   | 금메달 | 은메달 | 동메달 | 메달 합계 |
| ---- | -------- | ------ | ------ | ------ | --------- |
| 1    | 경기도   | 1      | 0      | 2      | 3         |
| 2    | 평안북도 | 0      | 1      | 0      | 1         |
| 합계 | 합계     | 1      | 1      | 2      | 4         |

### 메달 수상자
| 종목        | 금                             | 은                       | 동                                 |
| ----------- | ------------------------------ | ------------------------ | ---------------------------------- |
| 청년부 남자 | 중앙체육단 야구단 (경기)       | 대구청년회 야구단 (경북) | 경성의학전문학교 야구단 (경기)     |
| 청년부 남자 | 중앙체육단 야구단 (경기)       | 대구청년회 야구단 (경북) | 배재청년운동부 야구단 (경기)       |
|             |                                |                          |                                    |
| 중학부 남자 | 휘문고등보통학교 야구단 (경기) | 오산학교 야구단 (평북)   | 중앙고등보통학교 야구단 (경기)     |
| 중학부 남자 | 휘문고등보통학교 야구단 (경기) | 오산학교 야구단 (평북)   | 황성기독교청년회학관 야구단 (경기) |

## 참고 문헌
- “대한체육회 국내종합경기대회”. 대한체육회.
- “제4회 전국체육대회”. 대한체육회.
- “제4회 전국체육대회 야구 경기 결과”. 대한체육회.
- “제4회 전국체육대회 야구 중학부 경기 결과”. 대한체육회.
- “제4회 전국체육대회 야구 중학부 남자 단체 경기 결과”. 대한체육회.
- 《대한체육회 50년》. 대한체육회. 1970. 2020년 11월 8일에 원본 문서에서 보존된 문서. 2022년 11월 5일에 확인함.
- 《대한체육회 70년사》. 대한체육회. 1990. 2020년 11월 8일에 원본 문서에서 보존된 문서. 2022년 11월 5일에 확인함.
- 《대한체육회 90년사》. 대한체육회. 2011. 2020년 11월 8일에 원본 문서에서 보존된 문서. 2022년 11월 5일에 확인함.
- 대한체육회 100주년 기념사업부 (2020). 《대한민국 체육 100년》. 대한체육회. 2023년 9월 21일에 원본 문서에서 보존된 문서. 2024년 5월 31일에 확인함.
- 《한국야구사》. 대한야구협회. 1999.
- 홍순일 (2013). 《한국 야구사 연표》 (PDF). 한국야구위원회. 2024년 7월 6일에 원본 문서 (PDF)에서 보존된 문서. 2024년 5월 31일에 확인함.
- “제4회 전국체육대회 야구 경기 결과”. 대한체육회.[깨진 링크(과거 내용 찾기)]
- “第四回野球大會(제사회야구대회) 오월십팔십구량일간에 경성에서개최키로결뎡 體育會主催(체육회주최),我社後援(아사후원)”. 동아일보. 1923년 4월 24일.
- “野球大會綱領(야구대회강령)”. 동아일보. 1923년 4월 27일.
- “第四回全朝鮮野球大會(제사회전조선야구대회)”. 동아일보. 1923년 5월 4일.
- “第四回全朝鮮野球大會(제사회전조선야구대회)”. 동아일보. 1923년 5월 7일.
- “第四回全朝鮮野球大會(제사회전조선야구대회)”. 동아일보. 1923년 5월 8일.
- “第四回全朝鮮野球大會(제사회전조선야구대회)”. 동아일보. 1923년 5월 10일.
- “第四回全朝鮮野球大會(제사회전조선야구대회)”. 동아일보. 1923년 5월 12일.
- “第四回全朝鮮野球大會(제사회전조선야구대회)”. 동아일보. 1923년 5월 13일.
- “第四回全朝鮮野球大會(제사회전조선야구대회)”. 동아일보. 1923년 5월 14일.
- “野球大會(야구대회) 日程延長(일정연장) 십칠일부터십구”. 동아일보. 1923년 5월 14일.
- “野球大會(야구대회) 參加團體(참가단체) 각디에서다모엿다”. 동아일보. 1923년 5월 15일.
- “滿都(만도)의人氣(인기)를集中(집중)하는 全鮮健兒(전선건아)의奮戰(분전)”. 동아일보. 1923년 5월 17일.
- “第四回全朝鮮野球大會豫選戰(제사회전조선야구대회예선전)”. 동아일보. 1923년 5월 17일.
- “第四回(제사회) 全朝鮮野球大會學生團豫選戰(전조선야구대회학생단예선전)”. 동아일보. 1923년 5월 18일.
- “젼조선야구대회입장식의광경”. 동아일보. 1923년 5월 18일.
- “第四回全朝鮮野球大會第一日(제사회전조선야구대회제일일) 𤍠棒(𤍠봉)에飛(비)하는汗球(한구)”. 동아일보. 1923년 5월 18일.
- “第四回全朝鮮野球大會决勝戰(제사회전조선야구대회결승전)”. 동아일보. 1923년 5월 19일.
- “第四回全朝鮮野球大會(제사회전조선야구대회)”. 동아일보. 1923년 5월 19일.
- “第四回全朝鮮野球大會第二日(제사회전조선야구대회제이일) 擧校一致(거교일치)의激戰(격전)”. 동아일보. 1923년 5월 19일.
- “第四回全朝鮮野球大會第三日(제사회전조선야구대회제삼일) 白𤍠化(백𤍠화)한决勝戰(결승전)”. 동아일보. 1923년 5월 20일.
- “橫說竪說(횡설수설)”. 동아일보. 1923년 5월 21일.
- “决勝戰經過(결승전경과) 靑年團决勝戰(청년단결승전) (第三日(제삼일))”. 동아일보. 1923년 5월 21일.
- “第四回全朝鮮野球大會第四日(제사회전조선야구대회제사일)”. 동아일보. 1923년 5월 21일.
- “휴지통”. 동아일보. 1923년 5월 21일.